# Jacob Evert Wesenhagen (politicus)
Jacob Evert Wesenhagen (circa 1813 – 11 maart 1875) was een Surinaams ambtenaar en politicus.
Hij werd in 1838 tweede commies bij het gerechtshof en bracht het tot hoofdcommies bij de gouvernementssecretarie. Wesenhagen was vanaf 1863 (toen begonnen werd met districtsindeling) districtscommissaris van het toenmalig district Beneden Saramacca. In 1869 volgde zijn benoeming tot plaatsvervangend lid van het Hof van Justitie.
Hij ging met pensioen en werd in 1874 door de gouverneur benoemd tot lid van de Koloniale Staten. Nog geen jaar later overleed hij op 62-jarige leeftijd. 